# Distrito de Corongo
El distrito de Corongo es uno de los siete distritos que pertenecen a la provincia de Corongo, ubicada en el departamento de Áncash. Limita por el norte con la provincia de Pallasca, por el este con el distrito de Aco, por el sur con los distritos de Yanac y La Pampa, y, por el oeste con los distritos de Bambas y Yupán.

## Historia
El distrito fue creado mediante el decreto del 2 de enero de 1857 publicado durante el gobierno del presidente Ramón Castilla.
En 2018 se reconoció al Sistema de Jueces de Agua en el distrito como Patrimonio cultural inmaterial de la Humanidad por la Unesco.

## Geografía
La ciudad de Corongo es la capital de la provincia del mismo nombre, se encuentra ubicada en el norte del departamento de Ancash, a 3141 m s.n.m. Los ríos principales son el río Yanamayu (o río Negro), que recorre la parte occidental del distrito, y el río Corongo, que nace al norte de la provincia en la laguna de Pocoj y atraviesa la ciudad.
Dentro del distrito existen alrededor de 40 centros poblados, entre ellos Antarraga, Aticara, Atoc, Callahuaca, Chamana, Chorro, Colcabamba, Fundo Castillo, Fundo Pariacon, Huanupampa, Huayllapampa, Illauro, Llopish, Mashjonja, Ñahuín, Nueva Victoria, Sacarumi, Santa Rosa, Shutoc, Piñito, Querobamba, Rayan, Rumi Chaca, Tauripampa, Tullumicoj, Uchubamba, Ullucumarca y Vaquería.

## Autoridades

### Municipales
- 2015 - 2018[7]
  - Alcalde: Silvio Gerardo Salazar Murillo, del Partido Democrático Somos Perú.
- 2011 - 2014[8]
  - Alcalde: Manuel Pedro Mateo Barrionuevo, del Partido Democrático Somos Perú (SP).
- 2007 - 2010
  - Alcalde: Julio Félix de la Cruz Aramburú.

## Festividades
- 29 de junio: Día principal de la fiesta patronal, en honor a San Pedro.[4][9]